# Pieter de Jode il Giovane
Pieter de Jode il Giovane noto anche come Pieter de Jode II (Anversa, 1606 – 1674) è stato un incisore, editore e mercante d'arte fiammingo.
Discendente da un'importante dinastia di stampatori attivi ad Anversa, realizzò molte stampe da opere di importanti pittori e fu uno stretto collaboratore di Antoon van Dyck per il quale incise numerosi ritratti.

## Biografia
Venne battezzato il 24 novembre 1606. Imparò a disegnare e incidere da suo padre Pieter de Jode il Vecchio, un importante stampatore di Anversa che aveva viaggiato in Italia e le cui incisioni divennero una fonte del pittore fiammingo e biografo dell'artista Karel van Mander. Suo nonno era il famoso cartografo e incisore Gerard de Jode. Fu ammesso come maestro alla Corporazione di San Luca di Anversa nell'anno 1628-1629.
Si recò a Parigi con suo padre nel 1631-1632 per lavorare su alcuni progetti di stampa principalmente di ritratti. Al suo ritorno, nel 1635, sposò Elizabeth Loemans, figlia dell'incisore di Anversa Aernout Loemans. Il loro figlio Arnold (1638-1667) fu battezzato il 10 marzo 1638. Successivamente vistò l'Inghilterra dove suo figlio Arnold, che era stato suo allievo, operò come stampatore.  Anche Mattheus Borrekens fu un allievo di Pieter de Jode il Giovane nel periodo 1634-1635.
Alla morte della sua prima moglie, nel 1642, l'inventario mostrava che erano relativamente agiati. De Jode si risposò nel 1648 con Clara van den Enden, sorella o figlia dell'editore Martinus van den Enden. La sua seconda moglie morì intorno al 1653.
Non è chiaro quando e dove sia morto. Morì probabilmente in Inghilterra dopo il 1674, data della sua ultima stampa nota.

## Opere

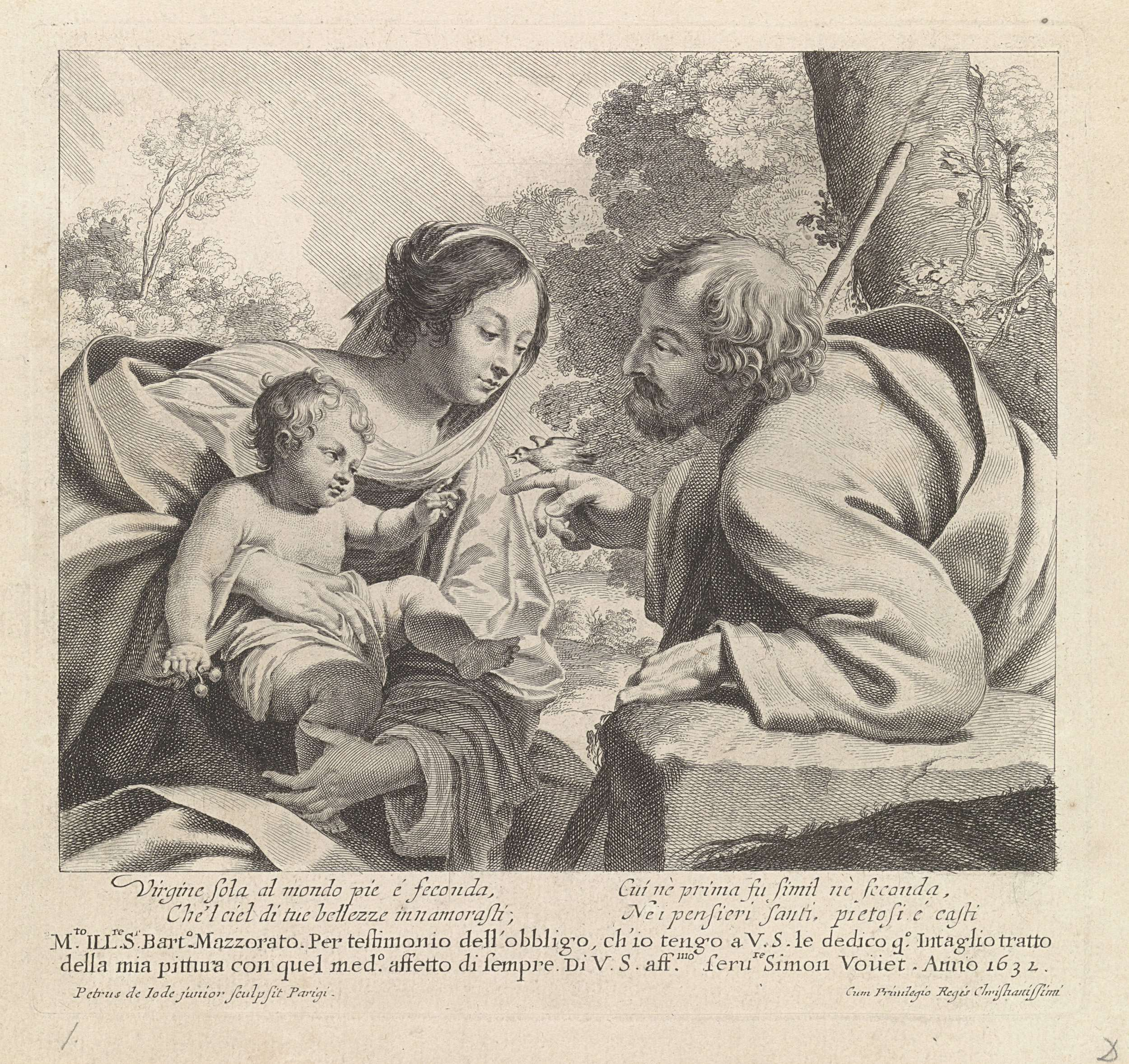
Paesaggio con Sacra Famiglia da Simon Vouet

È stato difficile distinguere le opere di Pieter de Jode il Vecchio da quelle di Pieter il Giovane, poiché quest'ultimo probabilmente firmò le sue incisioni solo con "junior" prima della morte del padre nel 1634. Le sue prime stampe riflettono lo stile e la tecnica asciutta di suo padre, ma in seguito sviluppò uno stile più sciolto e più pittorico.
Lui e il padre erano tra gli incisori scent da Antoon van Dyck la sua Iconografia, una serie pubblicata per diversi decenni, che era un compendio di ritratti di personaggi famosi.
Dopo la morte di van Dyck, continuò a lavorare alla serie di Iconografia, in collaborazione con altri incisori impiegati dall'editore Gillis Hendricx ad Anversa. Avrebbe anche lavorato su serie di ritratti per altri editori e aveva una vasta pratica come artista riproduttivo.